# Maria Seweryn
Maria Seweryn, née le 23 mars 1975 à Varsovie, est une actrice polonaise.

## Biographie
Maria Seweryn est la fille des acteurs Krystyna Janda et Andrzej Seweryn. Sa première apparition dans un film a été au côté de ses parents en 1980 dans le film d'Andrzej Wajda, le Chef d'orchestre où ses parents jouaient un couple de musiciens et elle, leur fille Maria. 
Dans les années 1990, elle étudie l'art dramatique à l'Academie de théâtre de Varsovie.
Après ses études, elle joue au théâtre Powszechny de Varsovie, puis au Teatr Rozmaitości, au Teatr Rampa, au Teatr Komedia, puis au Teatr Współczesny de Szczecin, au Teatr Miejski im. Wandy Siemaszkowej de Rzeszow. 
Au cinéma, elle a joué en 1995 dans La Semaine sainte d'Andrzej Wajda et en 2002 dans Julie revient à la maison, réalisé par Agnieszka Holland.